# Ruschia lapidicola
Ruschia lapidicola är en isörtsväxtart som beskrevs av L. Bol. Ruschia lapidicola ingår i släktet Ruschia och familjen isörtsväxter. Inga underarter finns listade i Catalogue of Life.